# Jeremy McGrath Supercross
Jeremy McGrath Supercross est une série de jeux vidéo de course de moto-cross publiée par Acclaim Sports. Le premier jeu est développé conjointement par Atod et Probe Entertainment avant qu'Acclaim Studios Salt Lake City ne prenne en charge le développement des deux jeux suivants. Après la faillite d'Acclaim en 2005, 2XL Games développe le dernier jeu de la série, Jeremy McGrath's Offroad en 2012. 

## Liste
| Jeux                            | GameRankings | Metacritic                                     |
| ------------------------------- | ------------ | ---------------------------------------------- |
| Jeremy McGrath Supercross 98    | 59 % (PS1)   | —                                              |
| Jeremy McGrath Supercross 2000  | —            | 43/100 (DC) 69 % (GBC) 57 % (N64) 43/100 (PS1) |
| Jeremy McGrath Supercross World | —            | 36/100 (GC) 35/100 (PS2)                       |
| Jeremy McGrath's Offroad        | —            | 61/100 (PS3) 60/100 (X360)                     |

### Jeremy McGrath Supercross 98
Jeremy McGrath Supercross 98 est un jeu de course dans lequel le joueur prend les commandes d'un pilote de moto-cross, avec lequel il peut effectuer des roues arrière et des figures de voltige. Il peut participer à plusieurs courses sur sept circuits intérieurs et extérieurs modélisés en 3D, dont les pistes sont pavées de sable, de boue, de gravier, d'eau, et de verglas. La difficulté de la course est accentuée par des conditions météorologiques défavorables telles que les orages, la pluie et la neige.

### Jeremy McGrath Supercross 2000
Jeremy McGrath Supercross 2000 est un jeu vidéo de course sorti en 2000 sur Nintendo 64, Dreamcast, PlayStation, PlayStation 2 et Game Boy Color. Le jeu est développé et édité par Acclaim. Le jeu est centré sur le pilote Jeremy McGrath. Il a pour suite Jeremy McGrath Supercross World.

### Jeremy McGrath Supercross World
Jeremy McGrath Supercross World  est un jeu vidéo de course développé par Acclaim Studios Salt Lake City et publié par Acclaim Entertainment sous leur label Acclaim Max Sports pour PlayStation 2 et GameCube.